# Death and Taxes (ER)
Death and Taxes is de zevende aflevering van het tiende seizoen van de televisieserie ER, die voor het eerst werd uitgezonden op 13 november 2003.

## Verhaal
Dr. Lewis beleeft niet een van haar fijnste dagen: Chuck stelt aan haar voor om samen kinderen te krijgen, zij mist een belangrijke afspraak met de belastingdienst en als laatste krijgt zij een patiënt die zelfmoord heeft gepleegd. Tot haar ontzetting ziet zij ineens dat het Ben Hollander is, de oudere man die zij privé opzocht. Om zijn wensen te respecteren besluit zij om hem niet te redden.
Dr. Kovac en dr. Corday krijgen een meningsverschil over de behandeling van een patiënt met vreemde symptomen. Ondertussen wordt hij tijdens zijn dienst gevolgd door Alex, dit eindigt met een röntgenfoto van zijn hoofd.
Dr. Pratt krijgt een slechte beoordeling van dr. Romano over zijn werk als dokter. Hij krijgt een gevangene als patiënt die verkracht is in de gevangenis.
Dr. Gallant neemt een risico als hij besluit om een terminale leukemiepatiënte te vervoeren van een verpleegtehuis naar de SEH. Ondanks zijn verwoede pogingen overlijdt zij op de SEH.
Dr. Jing-Mei krijgt een telefoontje vanuit China, haar ouders hebben daar een auto-ongeluk gehad en het gaat niet goed met hen. Zij besluit om snel naar haar ouders te gaan in China.
Taggart neem de kunsthand van dr. Romano af nadat hij met zijn hand meerdere malen tegen de billen van haar aantikte.
Lockhart beseft dat zij moeite heeft met de theorie van haar studie en besluit om met Rasgotra samen te studeren.

## Rolverdeling

### Hoofdrollen
- Mekhi Phifer - Dr. Gregory Pratt
- Alex Kingston - Dr. Elizabeth Corday
- Goran Višnjić - Dr. Luka Kovac
- Sherry Stringfield - Dr. Susan Lewis
- Ming-Na - Dr. Jing-Mei Chen
- Sharif Atkins - Dr. Michael Gallant
- Paul McCrane - Dr. Robert Romano
- Scott Grimes - Dr. Archie Morris
- Glenn Howerton - Dr. Nick Cooper
- Linda Cardellini - verpleegster Samantha 'Sam' Taggart
- Oliver Davis - Alex Taggart
- Laura Cerón - verpleegster Chuny Marquez
- Lyn Alicia Henderson - ambulancemedewerker Pamela Olbes
- Emily Wagner - ambulancemedewerker Doris Pickman
- Parminder Nagra - Neela Rasgrota
- Maura Tierney - Abby Lockhart
- Donal Logue - Chuck Martin
- Troy Evans - Frank Martin
- Rossif Sutherland - Lester Kertzenstein

### Gastrollen (selectie)
- Bob Newhart - Ben Hollander
- Betsy Brandt - Franny Myers
- Nicholas D'Agosto - Andy
- Daniel Dae Kim - Ken Sung
- Sean Mahon - dokter verpleegtehuis
- Dohn Norwood - Mr. Persky
- Efren Ramirez - Jimmy
- Travis Wester - Eric
- John J. Dalesandro - Brett Rayner